# Uelversheim
Uelversheim ist eine Ortsgemeinde im Landkreis Mainz-Bingen in Rheinland-Pfalz. Sie gehört der Verbandsgemeinde Rhein-Selz an, die ihren Verwaltungssitz in der Stadt Oppenheim hat.

## Geographische Lage
Uelversheim liegt zwischen Mainz und Worms, im „Herzen Rheinhessens“, und gehört zu den Berggemeinden (neben Uelversheim sind dies die Nachbarorte Weinolsheim, Dolgesheim und Eimsheim). Der Rhein fließt ca. fünf Kilometer östlich der Gemeinde.
Uelversheim ist eine typische Weinbaugemeinde, auf nahezu einem Viertel seiner Fläche wird Wein angebaut. Wein wird auch auf einer Exklave zwischen Dienheim und Guntersblum bei Ludwigshöhe angebaut, die neben dem eigentlichen Ortsgebiet zur Uelversheimer Gemarkung gehört.

## Geschichte
Uelversheim wurde erstmals 766 urkundlich erwähnt, Ausgrabungen belegen jedoch, dass das Gebiet schon wesentlich früher von Kelten und Germanen besiedelt war.
Über weite Strecken des Mittelalters gehörte der Ort den Grafen von Leiningen, die hier ein Schloss als Sommerresidenz errichteten.
Auf Beschluss des Hessischen Gesamtministeriums wurde die Gemeinde im Juli 1930 von „Wald-Uelversheim“ nach „Uelversheim“ umbenannt.
Nach dem Zweiten Weltkrieg wurde Uelversheim innerhalb der französischen Besatzungszone Teil des 1946 neu gebildeten Landes Rheinland-Pfalz und gehörte zum Landkreis Mainz im Regierungsbezirk Rheinhessen.
Von 1972 bis 2014 gehörte Uelversheim der Verbandsgemeinde Guntersblum und seit dem 1. Juli 2014 der Verbandsgemeinde Rhein-Selz an.

## Politik

### Gemeinderat
Der Gemeinderat in Uelversheim besteht aus 16 Ratsmitgliedern, die bei der Kommunalwahl am 9. Juni 2024 in einer personalisierten Verhältniswahl gewählt wurden, und dem ehrenamtlichen Ortsbürgermeister als Vorsitzendem.
Die Sitzverteilung im Gemeinderat:
| Wahl | SPD | CDU | FWG | BfUe * | Gesamt   |
| ---- | --- | --- | --- | ------ | -------- |
| 2024 | 2   | –   | –   | 14     | 16 Sitze |
| 2019 | 9   | 7   | –   | –      | 16 Sitze |
| 2014 | 7   | 9   | –   | –      | 16 Sitze |
| 2009 | 8   | 5   | 3   | –      | 16 Sitze |
| 2004 | 7   | 5   | 4   | –      | 16 Sitze |

### Ortsbürgermeister
Ernst Braner (SPD) wurde am 23. Januar 2023 Ortsbürgermeister von Uelversheim. Bei der Direktwahl am 15. Januar 2023 war der bisherige Zweite Beigeordnete mit einem Stimmenanteil von 92,7 % gewählt worden. Bei der Direktwahl am 9. Juni 2024 wurde er als einziger Bewerber mit einem Stimmenanteil von 87,9 % für weitere fünf Jahre in seinem Amt bestätigt.
Braners Vorgänger Rudolf Baumgarten (SPD) war am 18. Oktober 2022 verstorben. Er hatte das Amt seit 2014 ausgeübt. Bei der Kommunalwahl am 26. Mai 2019 war er mit einem Stimmenanteil von 72,81 % als Ortsbürgermeister bestätigt worden. Bis 2014 hatte Stefan Ebling (SPD) das Amt zehn Jahre inne.

### Hoheitszeichen

Hissflagge
Bannerflagge

| Wappen der Ortsgemeinde Uelversheim | Blasonierung: „Das Wappen ist geteilt. Oben in Silber die nach links (heraldisch) blickende Halbfigur des Heiligen Martinus, der mit dem Schwert einen roten Mantel teilt. Unten in Blau ein silberner rot bewehrter Adler.“ |
| Wappen der Ortsgemeinde Uelversheim | Wappenbegründung: Die Darstellung des örtlichen Kirchenpatrons St. Martin zu Pferd, der seinen Mantel für einen Bettler zu seinen Füßen teilt, lässt sich wahrscheinlich auf örtliche Gerichtssiegel zurückführen. So ist aus dem Jahre 1511 der Abdruck eines Gerichtssiegels von Uelversheim im Staatsarchiv zu Marburg einsehbar. Die Umschrift lautet: „S. Martinus des Gerichts zu Ilbersham“. – Der Adler ist dem Familienwappen der Grafen von Leiningen entnommen. |

## Kultur und Sehenswürdigkeiten

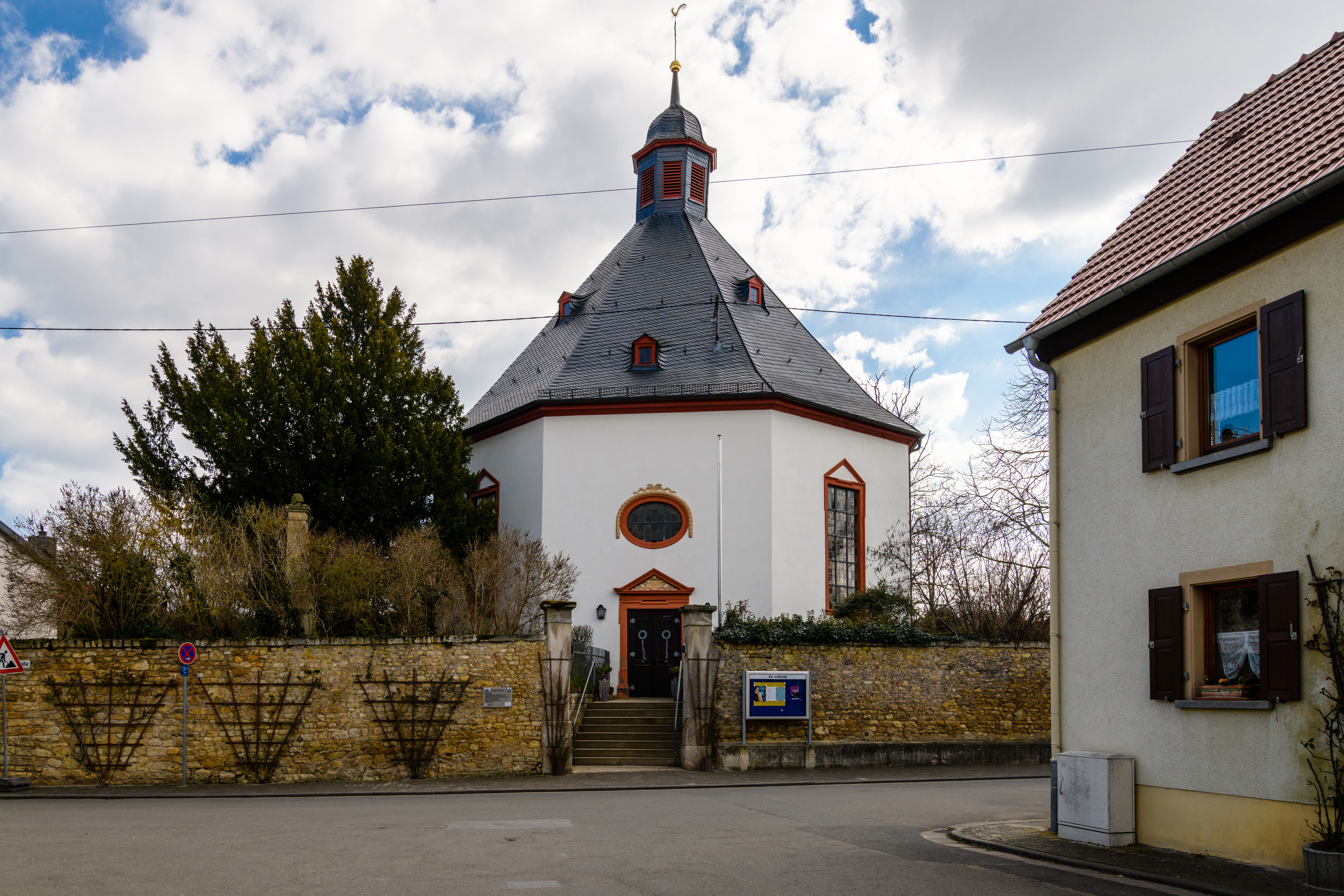
Evangelische Kirche Uelversheim
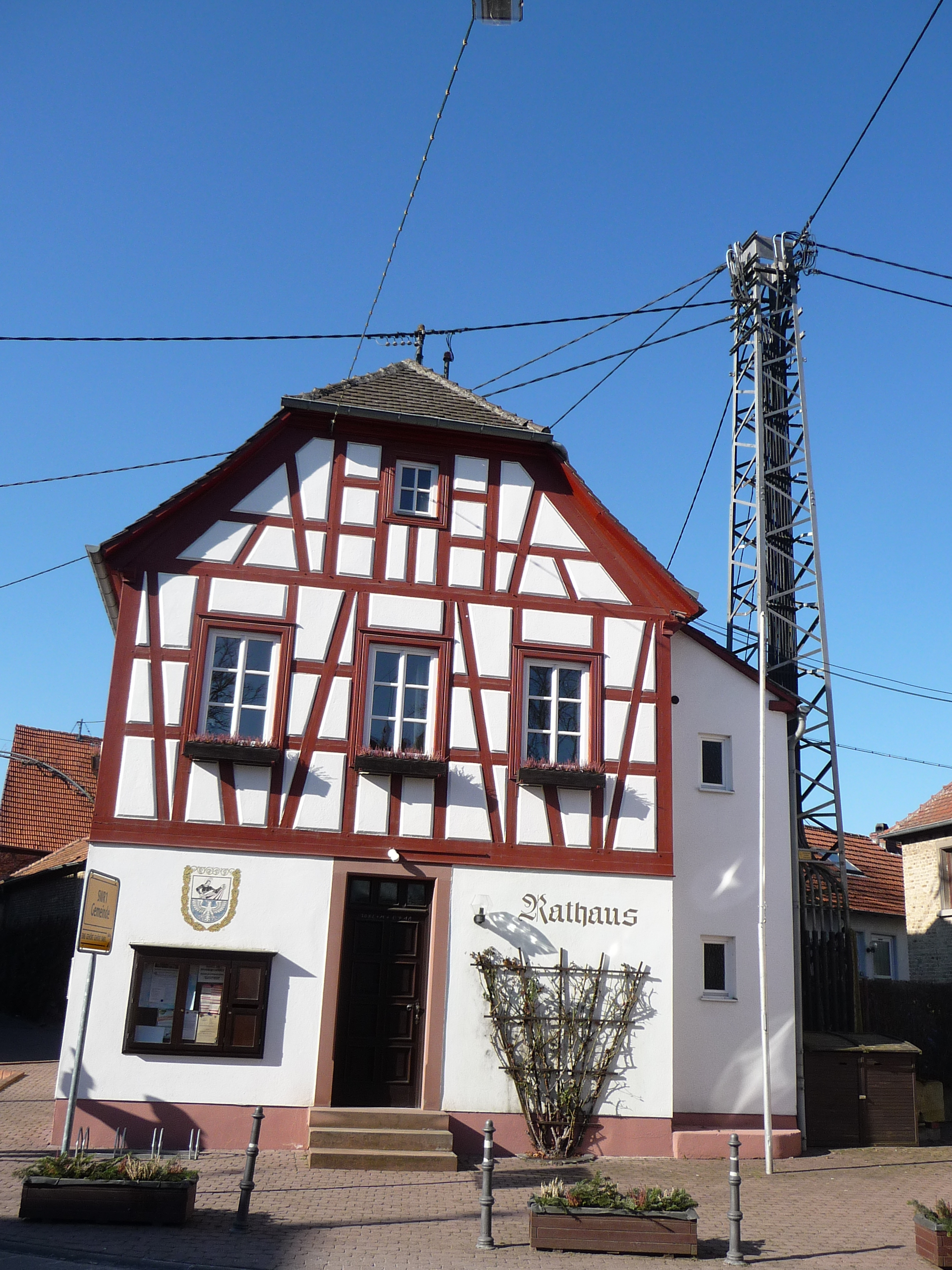
Rathaus
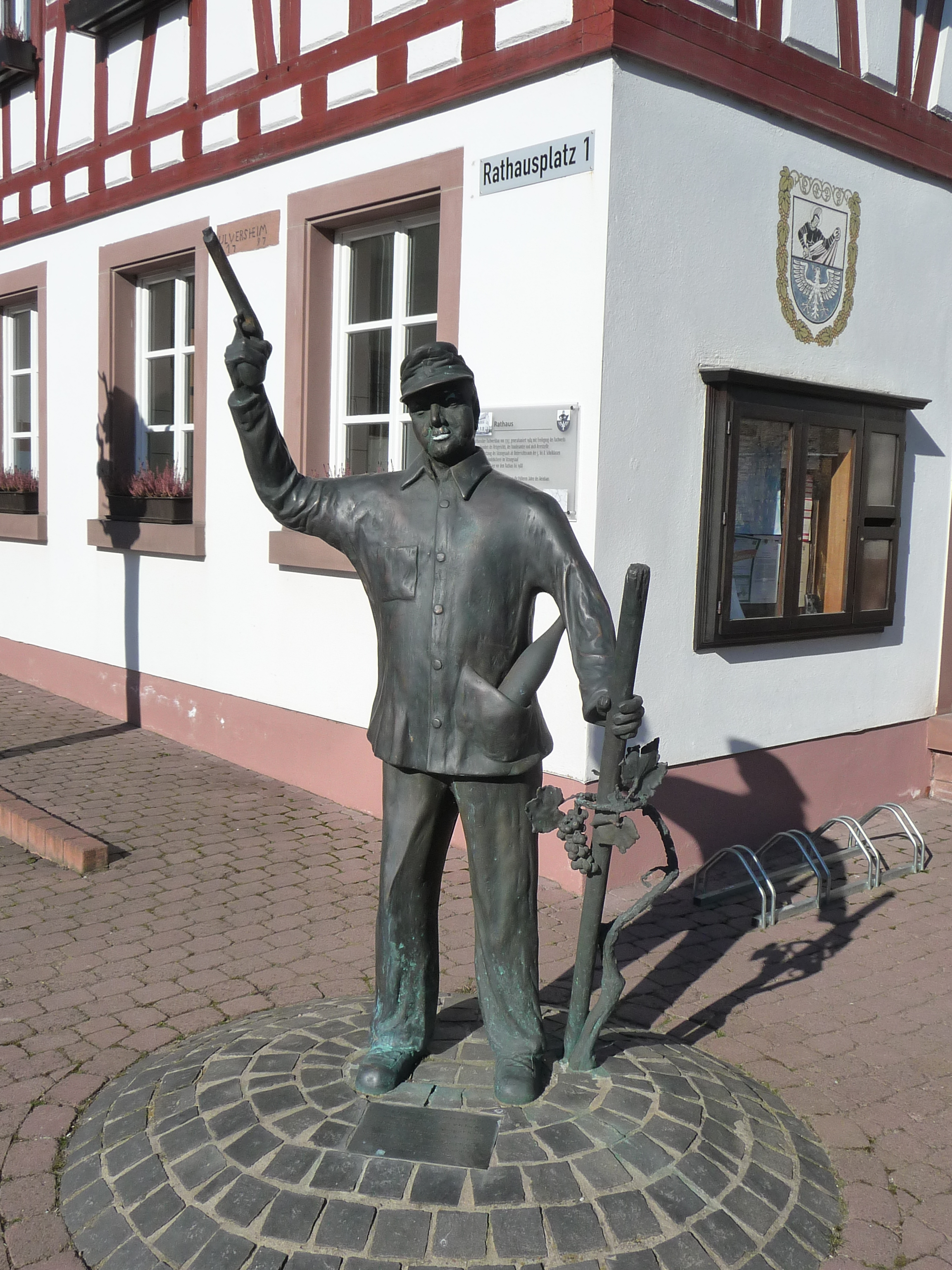
Denkmal für den Wingertsschütz
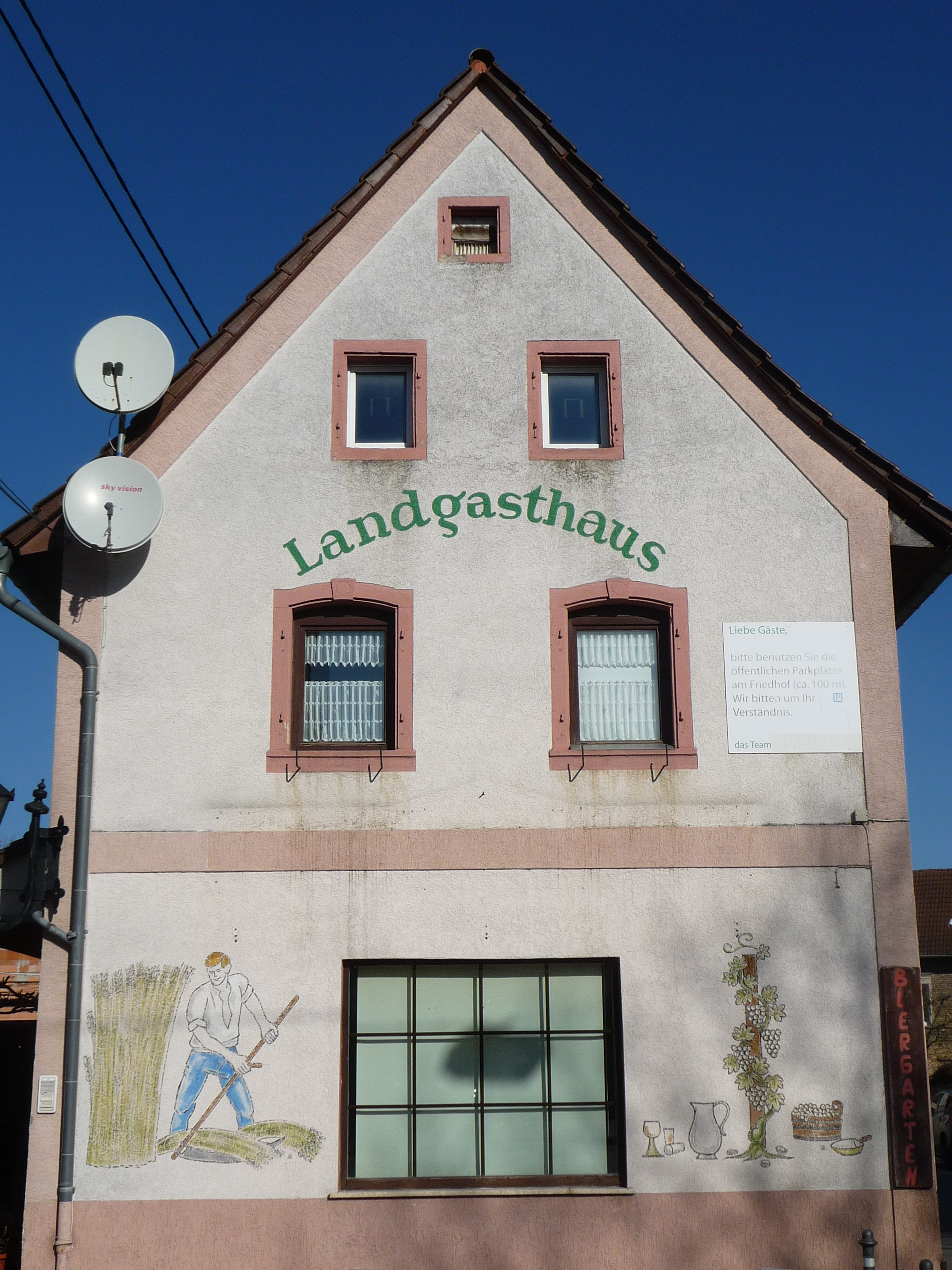
Landgasthaus

### Bauwerke
- Die evangelische Kirche wurde 1722 von einem Freiburger Baumeister in der seltenen Form eines regelmäßigen Oktogons errichtet. Auf diese ungewöhnliche Kirche geht auch der Uelversheimer Neckname „die Merkwerdische“ zurück.
- Das heutige Rathaus-Fachwerkhaus wurde im Barockstil errichtet.

### Regelmäßige Veranstaltungen
Bekannte Feste des Dorfes sind die Fassenacht mit zwei regelmäßig ausverkauften Sitzungen, die Sportwoche des TSV Uelversheim mit dem „Traditionsjedermannturnier“, die Kerb mit ihrem berühmten Kerweumzug und der Kerwejugend, sowie das vom Männergesangverein organisierte „Keller-Dudde-Fest“.

## Verkehr
- Die nächste Autobahn-Anschlussstelle ist Wörrstadt an der Bundesautobahn 63 in etwa 12 Kilometer Entfernung. Zudem verläuft die Bundesstraße 420 rund zwei Kilometer nördlich der Gemeinde.
- Über die ORN-Buslinien 663 und 668 hat Uelversheim einen ÖPNV-Anschluss an Nierstein, Oppenheim und Wörrstadt.[12]

## Persönlichkeiten
- Carl Philipp Schilling (* 1855 in Uelversheim; † 1924 in Freiburg im Breisgau), Kirchenmaler des Historismus
- Philipp Hill (* 10. November 1887 in Uelversheim; † 8. Dezember 1961 in Gießen), Oberbürgermeister der Stadt Gießen